# Agłobi
Agłobi (ros. Аглоби) – wieś w Rosji, w Dagestanie, w rejonie derbenckim. W 2010 liczyła 2341 mieszkańców, głównie Lezginów.